# 노성초등학교
노성초등학교는 대한민국 충청남도 논산시 노성면 송당리에 있는 공립 초등학교이다.  

## 학교 연혁
- 1917년 5월 28일 노성공립보통학교 개교(읍내리)
- 1938년 4월 1일 교명 변경 (노성공립심상소학교)
- 1939년 4월 1일 현 위치로 이전
- 1941년 4월 1일 교명 변경 (노성공립국민학교)
- 1981년 3월 10일 병설유치원 개원
- 1996년 3월 1일 현재 교명으로 변경
- 2008년 5월 24일 개교 100주년 기념행사
- 2009년 9월 28일 다목적체육관(명신관) 준공
- 2012년 11월 1일 전교사 리모델링 공사 및 노성 역사관 증축
- 2020년 1월 3일 제102회 졸업식(총 9039명)
- 2020년 3월 1일 초등학교 6학급, 유치원 1학급 편성

## 참고 자료
- 노성초등학교 - 한국교육학술정보원 학교알리미